# Montcuit
 Montcuit  es una población y comuna francesa, en la región de Baja Normandía, departamento de Mancha, en el distrito de Coutances y cantón de Saint-Sauveur-Lendelin.

## Demografía
| 257 | 221 | 169 | 154 | 170 | 175 |
| Para los censos de 1962 a 1999 la población legal corresponde a la población sin duplicidades (Fuente: INSEE [Consultar]) |     |     |     |     |     |